# Kanton Valence-d’Albigeois
Der Kanton Valence-d’Albigeois war bis 2015 ein französischer Wahlkreis im Arrondissement Albi, im Département Tarn und in der Region Midi-Pyrénées. Hauptort war Valence-d’Albigeois. Vertreter im Generalrat des Départements war zuletzt von 2001 bis 2015 André Maille (UMP).
Der Kanton war 174,94 Quadratkilometer groß und hatte 3230 Einwohner. Im Mittel lag er 459 Meter über Normalnull, zwischen 180 und 602 Meter. 

## Gemeinden
Der Kanton bestand aus 14 Gemeinden:
| Gemeinde             | Einwohner Jahr | Fläche km² | Bevölkerungsdichte | Code INSEE | Postleitzahl |
| -------------------- | -------------- | ---------- | ------------------ | ---------- | ------------ |
| Assac                | 150 (2013)     | –          | – Einw./km²        | 81019      | 81340        |
| Cadix                | 228 (2013)     | –          | – Einw./km²        | 81047      | 81340        |
| Courris              | 84 (2013)      | –          | – Einw./km²        | 81071      | 81340        |
| Le Dourn             | 133 (2013)     | –          | – Einw./km²        | 81082      | 81340        |
| Faussergues          | 148 (2013)     | –          | – Einw./km²        | 81089      | 81340        |
| Fraissines           | 93 (2013)      | –          | – Einw./km²        | 81094      | 81340        |
| Lacapelle-Pinet      | 71 (2013)      | –          | – Einw./km²        | 81122      | 81340        |
| Lédas-et-Penthiès    | 153 (2013)     | –          | – Einw./km²        | 81141      | 81340        |
| Padiès               | 196 (2013)     | –          | – Einw./km²        | 81199      | 81340        |
| Saint-Cirgue         | 209 (2013)     | –          | – Einw./km²        | 81247      | 81340        |
| Saint-Julien-Gaulène | 214 (2013)     | –          | – Einw./km²        | 81259      | 81340        |
| Saint-Michel-Labadié | 89 (2013)      | –          | – Einw./km²        | 81264      | 81340        |
| Trébas               | 411 (2013)     | –          | – Einw./km²        | 81303      | 81340        |
| Valence-d’Albigeois  | 1.311 (2013)   | –          | – Einw./km²        | 81308      | 81340        |